# DRK-Kinderklinik Siegen
Die DRK-Kinderklinik Siegen ist eine Fachklinik des Deutschen Roten Kreuzes für Kinder- und Jugendmedizin und ein akademisches Lehrkrankenhaus der Universität Marburg. 2022 wurden 5.874 Patienten stationär und über 54.566 Patienten ambulant behandelt.

## Geschichte
Die DRK-Kinderklinik Siegen wurde am 15. Juni 1918 als eine Kinderkrippe gegründet und 1919 zum Säuglingsheim umgewandelt. Die Betreuung des Heimes erfolgte durch praktische Ärzte, bevor im Mai 1925 die staatliche Anerkennung als "Krankenanstalt für Säuglinge und Kleinkinder" verliehen wurde. Aus Platzmangel wurde ab 1932 ein neues Kinderkrankenhaus für 38 Patienten gebaut, welches am 4. Juli 1934 feierlich eröffnet wurde. Im Zweiten Weltkrieg wurde das Kinderkrankenhaus stark beschädigt, sodass der ganze klinische Betrieb in einen unterirdischen Bunker verlegt wurde. Erst 1955 konnte ein Erweiterungsbau mit drei neuen Stationen und insgesamt 110 Betten errichtet werden. Ein zweiter Erweiterungsbau folgte 1965 und der dritte wurde 1968 eingeweiht. Zum 50-jährigen Bestehen des Krankenhauses betrug die Aufnahmekapazität 163 Betten.
Am 1. Mai 1973 wurde das ambulant tätige Sozialpädiatrische Zentrum (SPZ) eröffnet. Von November 1973 bis Juli 1975 wurden weitere medizinische Bereiche wie die Kinderchirurgie und -urologie sowie die Anästhesie- und Intensivabteilung eröffnet. Aufgrund des äußerst begrenzten Raumangebots und der knappen Grundstücksflächen war ein weiterer Ausbau erst nach dem Abzug der belgischen Truppen in den 1990er Jahren möglich. Nach dem Kauf des Geländes in der unmittelbaren Nachbarschaft in den Jahren 2002 und 2003 wurde im Jahr 2003 mit dem umfangreichsten Bauprojekt in der Geschichte der DRK-Kinderklinik begonnen, und die ersten neuen Gebäude und Unternehmensbereiche wurden 2005 in Betrieb genommen. Die offizielle Einweihungsfeier fand am 16. September 2005 statt.
Seit 2008 wurden 75 Folgen der RTL Doku-Soap Die Kinderärzte in der DRK-Kinderklinik gedreht.
Nach einem Wasserschaden Ende 2014 wurde im Juni 2015 ein neuer OP-Trakt mit drei OP-Sälen eingeweiht. Zwischenzeitlich hatte das Team der Kinderchirurgie in mobilen OP-Containern des Sanitätsdienstes der Bundeswehr operiert.
Im Jahr 2018 wurde das 100-jährige Bestehens mit einem großen Kinderfest und einem Festakt gefeiert.
In der DRK-Kinderklinik Siegen werden die Patienten nicht nach Krankheitsbildern untergebracht, sondern auf Stationen, die nach dem Alter der Kinder und Jugendlichen aufgeteilt sind. Einzelne Krankheitsschwerpunkte wie Onkologie, Diabetes oder Psychosomatik bilden hier eine Ausnahme. Kinder und Jugendliche mit diesen Erkrankungen werden gemeinsam auf einer der anderen Stationen versorgt.
Neben den Klinikleistungen werden Eltern und Kindern Schulungsprogramme angeboten, darunter Asthma- und Diabetes-Schulungen, Ernährungsberatung, Schulungsprogramme für Kinder mit Epilepsie, Gruppenangebote für Kinder und Jugendliche mit Migräne und Spannungskopfschmerzen sowie eine sogenannte Urotherapie für Kinder mit Harn- und Stuhlinkontinenz.
Seit 1938 betreibt die Klinik eine Kinderkrankenpflegeschule, die in der Gesundheits- und Kinderkrankenpflege ausbildet. Die Ausbildung erfolgt seit 2019 in Kooperation mit dem Kreisklinikum Siegen und der Marien-Gesellschaft Siegen im Bildungsinstitut für Gesundheitsberufe Südwestfalen in Siegen (BiGS), das ebenfalls auf dem Gelände der DRK-Kinderklinik Siegen errichtet wurde. Hier werden über 400 Pflegekräfte aus allen Bereichen durch über 20 Lehrkräfte ausgebildet.
Als Besonderheit mit überregionaler Relevanz werden Gesundheits- und Kinderkrankenpfleger in der DRK Häusliche Kranken- und Kinderkrankenpflege GmbH eingesetzt.
Seit 2006 gibt es eine Klinikschule, in der Pädagogen im Kleingruppen- und Einzelunterricht Kinder unterrichten, die länger als 6 Wochen stationär in der Klinik bleiben müssen.
2007 wurde ein Medizinisches Versorgungszentrum (MVZ) Wellersberg an der Klinik eröffnet.
2019 bis 2020 beteiligte sich die Klinik zusammen mit dem St.-Marien-Krankenhaus und dem Kreisklinikum Siegen am vom BMVI geförderten Drohnenprojekt Kodrona. Im Rahmen des Projektes wurden die Rahmenbedingungen für den Einsatz von Drohnen zum Transport von Gewebe und anderen Proben zwischen einem Krankenhaus (DRK-Kinderklinik Siegen) und einem Labor (Kreisklinikum Siegen) geprüft.
2023 hat man das 50-jährige Bestehen des Sozialpädiatrischen Zentrums Siegen gefeiert.
2024 wurde die Radiologie mit neuen Geräten an zentraler Stelle neu errichtet. 

## Abteilungen
Die Klinik hat folgende Abteilungen
- Kinder- und Jugendmedizin / Pädiatrie
- Kinderchirurgie,-urologie und -orthopädie
- Kinderanästhesie
- Neonatologie mit Perinatalzentrum Level 1
- Kinderintensivmedizin / Pädiatrische Intensivmedizin
- Kinder- und Jugendpsychiatrie, -psychosomatik und -psychotherapie
- Neuropädiatrie
- Neuroorthopädie
- HNO-Heilkunde
- Kinderkardiologie
- Kinder-Krankenpflegeschule
- DRK Häusliche Kranken- und Kinderkrankenpflege
- Perinatalzentrum Level 1
- Sozialpädiatrisches Zentrum SPZ

Darüber hinaus ist der kinder- und jugendärztliche Notfalldienst der niedergelassenen Kinderärzte der KVWL abends und am Wochenende in den Räumlichkeiten der DRK-Kinderklinik Siegen angesiedelt.
Ein medizinisches Versorgungszentrum bietet weitere Fachgebiete an:
- Anästhesie und Schmerztherapie
- HNO
- Kinder-Kardiologie
- Kinderheilkunde in einer niedergelassenen Praxis in Freudenberg
- Kinderheilkunde in einer niedergelassenen Praxis in Geisweid
- Kinderheilkunde in einer niedergelassenen Praxis in Siegen
- Kinderorthopädie und Orthopädie
- Radiologie
- Kinder- und Jugendpsychotherapie

Neben den medizinischen Fachabteilungen gibt es weitere Einrichtungen und Organisationen, die sich um die Verbesserung der Lebensqualität der Kinder und Jugendlichen der Region kümmern:
- Ärztliche Beratungsstelle gegen Vernachlässigung und Misshandlung von Kindern und Jugendlichen e.V.
- Kinderschutzgruppe und Kinderschutzambulanz
- Selbsthilfegruppe für Frühgeborene „Klitzeklein“
- Intensivstation mit Wohncharakter für dauerhaft beatmete Kinder und Jugendliche (kinderinsel)
- Kinderpalliativteam Siegen KiPS

## Zertifizierungen
2009 und 2011 erhielt die Einrichtung das Gütesiegel ‚Ausgezeichnet für Kinder‘ für die Abteilungen der Kinder- und Jugendmedizin sowie Kinderchirurgie.
2013 wurden die Einführung der Zwerchfellschrittmacher-Implantation (Phrenicus Nerve Stimulator) bei dauerbeatmeten Kindern und Jugendlichen sowie das Kompetenzzentrum Lippen-Kiefer-Gaumen-Nasen-Fehlbildungen von der Techniker Krankenkasse gewürdigt.
Die Epilepsie-Ambulanz der Neuropädiatrischen Abteilung an der DRK-Kinderklinik Siegen unter Leitung von Burkhard Stüve ist erneut für weitere fünf Jahre von der Deutschen Gesellschaft für Epilepsie als ausgewiesene Fachambulanz zertifiziert worden.